# La visitatrice (romanzo Fulvio Tomizza)
La visitatrice è un romanzo dell'autore italiano Fulvio Tomizza, uscito postumo nel  2000.
Il libro è stato tradotto in sloveno.

## Trama

### Parte prima
Il triestino Emilio Cèrnigoj, dopo aver accompagnato moglie e figlia alla stazione ferroviaria, nel tornare a casa rimane colpito da una donna, probabilmente slovena, che prende il suo stesso autobus. Giunto alla sua fermata, la donna entra nello stesso palazzo di Cèrnigoj e chiede di lui, sostenendo che potrebbe essere sua figlia. Emilio è scioccato: inizialmente pensa che la madre di lei sia Sofka o Stefka, una sua compagna di studi all'Università di Lubiana, ma la visitatrice, che ha nome Patrizia, le dice invece di essere figlia di Majda Hitar. A questo punto Emilio dubita che Patrizia possa essere sua, e che sia invece figlia di Cesare Bardocchia, un italiano espatriato che frequentava a Lubiana. Mentre Patrizia, in assenza delle donne di casa, s'installa nell'appartamento di Emilio, questi rievoca gli eventi della sua giovinezza, nel periodo in cui Patrizia dovette essere concepita.

### Parte seconda
Tra il 1953 e il 1954, quando si trovava a Lubiana per seguire dei corsi universitari, Emilio intrecciò una relazione con Brigida, la moglie di Cesare Bardocchia, ex partigiano comunista fuggito in Jugoslavia per sfuggire a una condanna penale. Il Bardocchia non era fedele alla moglie, che non gli perdonava il fatto di avere in pratica provocato la morte di Ciro, amante di lei e fedelissimo di lui, al tempo della guerra partigiana. Cesare promosse la nascita di un'emittente jugoslava in lingua italiana (dalle ceneri della quale sarebbe poi nata Radio Capodistria), cosa che lo rese sospetto alle autorità comuniste, all'epoca ancora fortemente anti-italiane. La stazione radio finì coll'essere chiusa e il Bardocchia spedito a Goli Otok, assieme ad altri comunisti italiani dell'epoca. Brigida decise allora di lasciare Emilio e di fare ritorno in Italia.

### Parte terza
Il soggiorno di Patrizia a Trieste volge al termine. Emilio scopre che Patrizia sa della malattia (un tumore alla prostata) che lo divora da dentro, avendolo appreso in un convegno dallo specialista che l'aveva visitato.
Prima che Patrizia parta, decide di concedersi con lei una cena in un lussuoso ristorante e scopre anche che il Bardocchia non era morto a Goli Otok come aveva sempre creduto, ma che, rilasciato e scopertosi abbandonato dalla moglie, era andato da Majda, che l'aveva accolto. Con Patrizia però non instaurò un buon rapporto, e fu lui a sostenere che essa fosse figlia di Emilio e non sua.

## Personaggi
- Emilio Cèrnigoj: il protagonista e narratore della storia. Figlio di un partigiano comunista morto durante le guerra e di una bottegaia, s'identifica nella comunità linguistica italiana malgrado il cognome tradisca un'origine slava. Grazie alla sua conoscenza delle lingua straniere, in gioventù è stato assunto  presso il negozio di confezioni Sidis sposandone poi la figlia del proprietario e assumendone la direzione. Nel 1992 è un uomo sulla sessantina.
- Patrizia: "la visitatrice", bionda, belloccia[2] sedicente figlia di Emilio, nata nel 1953. Divorziata, di professione medico, parla un buon italiano.
- Eugenia Sidis: moglie di Emilio, di religione ebraica.
- Livia: figlia di Emilio ed Eugenia. Nel 1992 ha 27 anni, è laureata in biologia e in procinto di sposarsi.
- Cesare Bardocchia: amico di Emilio ai tempi di Lubiana. Piemontese, ex militare di carriera e comandante partigiano, è fuggito in Jugoslavia per non scontare l'ergastolo a cui è stato condannato per aver provocato una strage di civili.
- Brigida: moglie del Bardocchia, originaria di Livorno. Nel 1953 ha 35 anni.
- Ciro: partigiano amante di Brigida, della quale il Bardocchia era già innamorato e che perciò ne era geloso. Venne in pratica abbandonato dal suo comandante e finì pertanto ucciso.

## Edizioni
- Fulvio Tomizza, La visitatrice, Scrittori italiani e stranieri, Milano, Mondadori, 2000, ISBN 88-04-47822-5.
- Fulvio Tomizza, La visitatrice, Milano, Mondolibri, 2001.
- Fulvio Tomizza, La visitatrice, Oscar Scrittori del Novecento 1760, Milano, Mondadori, 2001, ISBN 88-04-49058-6.
- (SL) Fulvio Tomizza, Obiskovalka, traduzione di Miran Kosuta, Celovec, Mohorjeva, 2005, ISBN 3708601556.